# Tättingar
Tättingar (Passeriformes) är den största ordningen inom klassen fåglar. Ungefär hälften av alla världens fågelarter är tättingar och majoriteten av dem är sångfåglar. Välutvecklade muskler i syrinx tillåter dem en bred och diversifierad kommunikationsförmåga. Deras bon är ofta mycket välbyggda. Ungarna är vid födseln blinda, nästan nakna och fullständigt beroende av sina föräldrar. De skriker typiskt i en klunga och tigger efter maten när föräldrarna anländer till boet med sin fångst.

## Beskrivning
Tättingar skiljs från andra fåglar genom följande kännetecken: Tårna är fyra, varav tre är riktade framåt och en bakåt. Baktån är stark, försedd med större klo än framtårna och rörlig för sig själv. Yttertån är vid roten till största delen sammanväxt med mellantån. Underarmens stora övre täckfjädrar når inte lika långt ut som armpennornas mitt. Endast den vänstra av halsartärerna är för handen. Hos de flesta arterna är det nedre struphuvudet utvecklat till en sångapparat.

## Systematik och evolution
Idag pekar all fylogenetisk forskning på att ordningen tättingar utvecklades under kritaperioden på superkontinenten Gondwanaland. Dock har man funnit mycket få tättingfossil från tidig tertiär och än så länge ingen från yngre krita vilket resulterade i att man tidigare trodde att ordningen tättingar utvecklades först under tertiärperioden. 
Tättingarnas systematik är under diskussion. Bland annat är det oklart vilken som utgör tättingarnas systergrupp, det vill säga vilken ordning som utvecklats parallellt med tättingarna från ett gemensamt ursprung. På grund av detta så vet man inte vilken ordning som utgör tättingarnas närmsta släkting. Viss forskning pekar dock på att den lilla fågelfamiljen klättersmygar skulle kunna utgöra en systergrupp. Sentida studier visar dock att tättingarna tillhör en gemensam utvecklingslinje tillsammans med papegojorna (Psittaciformes), falkarna (Falconidae) och seriemorna (Cariamidae). Se även under Fåglar.
Även ordningens inre taxonomi är omdiskuterad. Det har föreslagits att ordningen delas upp i de två underordningarna Acanthisitti och Eupasseres där den senare delas in i infraordningarna osciner och subosciner, främst beroende på röstorganens uppbyggnad. Oscinerna, som en majoritet av tättingfamiljerna tillhör, dominerar i Gamla världen men en del har spridit sig till de amerikanska kontinenthalvorna. Suboscinerna finns främst i Sydamerika och en del har även spridit sig till Nordamerika. Det finns även suboscina familjer i Afrika och södra Asien.
Ordningens latinska namn Passeriformes härstammar från det latinska ordet passer (passeres i plural) vilket refererar till vilken liten fågel som helst men främst sparvar. Detta latinska ord har också gett vetenskapligt namn åt det släkte som bland annat omfattar gråsparv (Passer domesticus).

## Tättingarnas fylogeni
Tättingarnas fylogeni har länge varit omdiskuterad och oklar, särskilt oscinernas. Senaste åren har dock undersökningar med hjälp av molekylära metoder kastat ljus över gruppens utveckling. Nedan återges resultaten från viktiga undersökningar av Barker 2004, som rekonstruerar både släktskap och djurgeografisk historia. Resultaten bygger på studier av generna RAG-1 och 2. Tidsskalan bygger på antaganden om genernas förändringstakt som är omdiskuterade, men trots osäkerheten nämns tidpunkterna nedan. Resultaten sammanfattas i figur 2 i Barker.
Tättingarna har troligen uppstått i Australasien, d.v.s. nuvarande Australien och Nya Guinea, vid slutet av krittiden. De tre arterna av klippsmygar (Acanthisittidae), som fortfarande lever i Nya Zeeland, står de äldsta tättingarna nära, och de har divergerat från övriga redan för 82 miljoner år sedan. Huvuddelen av tättingarna har sedan delats i två stora grupper, subosciner och osciner, för 77 miljoner år sedan.
De primitivare tättingarna, suboscinerna, som kännetecknas av ett enkelt byggt röstorgan (syrinx), delades upp i Gamla världens subosciner och Nya världens subosciner redan vid slutet av krittiden (cirka 71 miljoner år sedan). Nya världens subosciner radierade till en mycket stor och dominerande grupp i den neotropiska regionen med familjer som tyranner, myrfåglar, ugnfåglar med flera. Gamla världens subosciner förblev däremot en liten grupp med familjer som brednäbbar och juveltrastar.
I Gamla världen utvecklades i stället oscinerna eller sångfåglarna, den mest avancerade delen av tättingarna. De har troligen utvecklats i Australasien och divergerat från suboscinerna redan under slutet av krittiden. De har ett mycket mer komplicerat röstorgan med upp till 8 muskler i syrinx mot 2 hos suboscinerna. Början av oscinernas radiation tycks sammanfalla med krita/tertiär-gränsen för 65 miljoner år sedan. Ett antal familjer som nu lever i Australasien, som lyrfåglar (Menuridae), lövsalsfåglar (Ptilonorhynchidae), eukalyptuskrypare (Climacteridae), samt gruppen Meliphagoidea med honungsfåglar (Meliphagidae) med flera har grenat av sig tidigt i oscinernas utveckling, redan under paleocen (65-55 miljoner år sedan).
Därefter har oscinerna delats upp i de två stora, nu helt dominerande grupperna Passerida (med sångare, finkar, mesar, sparvar och många andra familjer av "småfåglar") och Corvoidea (med kråkfåglar med flera). Corvoidea kan ha divergerat från övriga osciner i Australasien under tidig eocen (45-50 miljoner år sedan). Den största gruppen, Passerida, har skilts från sina systergrupper, de små familjerna kråktrastar (Picathartidae) och sydhakar (Petroicidae) för 45 miljoner år sedan och ungefär samtidigt spridit sig till Eurasien och Afrika, där den radierat enormt.
Nedanstående kladogram är omritat efter Barker. De största grupperna är markerade med versaler. "Core Corvoidea" (kärn-Corvoidea) avser Corvoidea i inskränkt mening.
|  | Gamla Världens subosciner |
|  |                           |
|  | NYA VÄRLDENS SUBOSCINER   |
|  |                           |

|  | Kråktrastar                                            |
|  |                                                        |
|  | \| \| Sydhakar \| \| \| \| \| \| PASSERIDA \| \| \| \| |
|  |                                                        |
|  | Sydhakar                                               |
|  |                                                        |
|  | PASSERIDA                                              |
|  |                                                        |

|  | Sydhakar  |
|  |           |
|  | PASSERIDA |
|  |           |

|  | Kråktrastar                                            |
|  |                                                        |
|  | \| \| Sydhakar \| \| \| \| \| \| PASSERIDA \| \| \| \| |
|  |                                                        |
|  | Sydhakar                                               |
|  |                                                        |
|  | PASSERIDA                                              |
|  |                                                        |

|  | Sydhakar  |
|  |           |
|  | PASSERIDA |
|  |           |

|  | Kråktrastar                                            |
|  |                                                        |
|  | \| \| Sydhakar \| \| \| \| \| \| PASSERIDA \| \| \| \| |
|  |                                                        |
|  | Sydhakar                                               |
|  |                                                        |
|  | PASSERIDA                                              |
|  |                                                        |

|  | Sydhakar  |
|  |           |
|  | PASSERIDA |
|  |           |

|  | Kråktrastar                                            |
|  |                                                        |
|  | \| \| Sydhakar \| \| \| \| \| \| PASSERIDA \| \| \| \| |
|  |                                                        |
|  | Sydhakar                                               |
|  |                                                        |
|  | PASSERIDA                                              |
|  |                                                        |

|  | Sydhakar  |
|  |           |
|  | PASSERIDA |
|  |           |

|  | Kråktrastar                                            |
|  |                                                        |
|  | \| \| Sydhakar \| \| \| \| \| \| PASSERIDA \| \| \| \| |
|  |                                                        |
|  | Sydhakar                                               |
|  |                                                        |
|  | PASSERIDA                                              |
|  |                                                        |

|  | Sydhakar  |
|  |           |
|  | PASSERIDA |
|  |           |

|  | Kråktrastar                                            |
|  |                                                        |
|  | \| \| Sydhakar \| \| \| \| \| \| PASSERIDA \| \| \| \| |
|  |                                                        |
|  | Sydhakar                                               |
|  |                                                        |
|  | PASSERIDA                                              |
|  |                                                        |

|  | Sydhakar  |
|  |           |
|  | PASSERIDA |
|  |           |

|  | Kråktrastar                                            |
|  |                                                        |
|  | \| \| Sydhakar \| \| \| \| \| \| PASSERIDA \| \| \| \| |
|  |                                                        |
|  | Sydhakar                                               |
|  |                                                        |
|  | PASSERIDA                                              |
|  |                                                        |

|  | Sydhakar  |
|  |           |
|  | PASSERIDA |
|  |           |

|  | Kråktrastar                                            |
|  |                                                        |
|  | \| \| Sydhakar \| \| \| \| \| \| PASSERIDA \| \| \| \| |
|  |                                                        |
|  | Sydhakar                                               |
|  |                                                        |
|  | PASSERIDA                                              |
|  |                                                        |

|  | Sydhakar  |
|  |           |
|  | PASSERIDA |
|  |           |

|  | Gamla Världens subosciner |
|  |                           |
|  | NYA VÄRLDENS SUBOSCINER   |
|  |                           |

|  | Kråktrastar                                            |
|  |                                                        |
|  | \| \| Sydhakar \| \| \| \| \| \| PASSERIDA \| \| \| \| |
|  |                                                        |
|  | Sydhakar                                               |
|  |                                                        |
|  | PASSERIDA                                              |
|  |                                                        |

|  | Sydhakar  |
|  |           |
|  | PASSERIDA |
|  |           |

|  | Kråktrastar                                            |
|  |                                                        |
|  | \| \| Sydhakar \| \| \| \| \| \| PASSERIDA \| \| \| \| |
|  |                                                        |
|  | Sydhakar                                               |
|  |                                                        |
|  | PASSERIDA                                              |
|  |                                                        |

|  | Sydhakar  |
|  |           |
|  | PASSERIDA |
|  |           |

|  | Kråktrastar                                            |
|  |                                                        |
|  | \| \| Sydhakar \| \| \| \| \| \| PASSERIDA \| \| \| \| |
|  |                                                        |
|  | Sydhakar                                               |
|  |                                                        |
|  | PASSERIDA                                              |
|  |                                                        |

|  | Sydhakar  |
|  |           |
|  | PASSERIDA |
|  |           |

|  | Kråktrastar                                            |
|  |                                                        |
|  | \| \| Sydhakar \| \| \| \| \| \| PASSERIDA \| \| \| \| |
|  |                                                        |
|  | Sydhakar                                               |
|  |                                                        |
|  | PASSERIDA                                              |
|  |                                                        |

|  | Sydhakar  |
|  |           |
|  | PASSERIDA |
|  |           |

|  | Kråktrastar                                            |
|  |                                                        |
|  | \| \| Sydhakar \| \| \| \| \| \| PASSERIDA \| \| \| \| |
|  |                                                        |
|  | Sydhakar                                               |
|  |                                                        |
|  | PASSERIDA                                              |
|  |                                                        |

|  | Sydhakar  |
|  |           |
|  | PASSERIDA |
|  |           |

|  | Kråktrastar                                            |
|  |                                                        |
|  | \| \| Sydhakar \| \| \| \| \| \| PASSERIDA \| \| \| \| |
|  |                                                        |
|  | Sydhakar                                               |
|  |                                                        |
|  | PASSERIDA                                              |
|  |                                                        |

|  | Sydhakar  |
|  |           |
|  | PASSERIDA |
|  |           |

|  | Kråktrastar                                            |
|  |                                                        |
|  | \| \| Sydhakar \| \| \| \| \| \| PASSERIDA \| \| \| \| |
|  |                                                        |
|  | Sydhakar                                               |
|  |                                                        |
|  | PASSERIDA                                              |
|  |                                                        |

|  | Sydhakar  |
|  |           |
|  | PASSERIDA |
|  |           |

|  | Kråktrastar                                            |
|  |                                                        |
|  | \| \| Sydhakar \| \| \| \| \| \| PASSERIDA \| \| \| \| |
|  |                                                        |
|  | Sydhakar                                               |
|  |                                                        |
|  | PASSERIDA                                              |
|  |                                                        |

|  | Sydhakar  |
|  |           |
|  | PASSERIDA |
|  |           |

|  | Gamla Världens subosciner |
|  |                           |
|  | NYA VÄRLDENS SUBOSCINER   |
|  |                           |

|  | Kråktrastar                                            |
|  |                                                        |
|  | \| \| Sydhakar \| \| \| \| \| \| PASSERIDA \| \| \| \| |
|  |                                                        |
|  | Sydhakar                                               |
|  |                                                        |
|  | PASSERIDA                                              |
|  |                                                        |

|  | Sydhakar  |
|  |           |
|  | PASSERIDA |
|  |           |

|  | Kråktrastar                                            |
|  |                                                        |
|  | \| \| Sydhakar \| \| \| \| \| \| PASSERIDA \| \| \| \| |
|  |                                                        |
|  | Sydhakar                                               |
|  |                                                        |
|  | PASSERIDA                                              |
|  |                                                        |

|  | Sydhakar  |
|  |           |
|  | PASSERIDA |
|  |           |

|  | Kråktrastar                                            |
|  |                                                        |
|  | \| \| Sydhakar \| \| \| \| \| \| PASSERIDA \| \| \| \| |
|  |                                                        |
|  | Sydhakar                                               |
|  |                                                        |
|  | PASSERIDA                                              |
|  |                                                        |

|  | Sydhakar  |
|  |           |
|  | PASSERIDA |
|  |           |

|  | Kråktrastar                                            |
|  |                                                        |
|  | \| \| Sydhakar \| \| \| \| \| \| PASSERIDA \| \| \| \| |
|  |                                                        |
|  | Sydhakar                                               |
|  |                                                        |
|  | PASSERIDA                                              |
|  |                                                        |

|  | Sydhakar  |
|  |           |
|  | PASSERIDA |
|  |           |

|  | Kråktrastar                                            |
|  |                                                        |
|  | \| \| Sydhakar \| \| \| \| \| \| PASSERIDA \| \| \| \| |
|  |                                                        |
|  | Sydhakar                                               |
|  |                                                        |
|  | PASSERIDA                                              |
|  |                                                        |

|  | Sydhakar  |
|  |           |
|  | PASSERIDA |
|  |           |

|  | Kråktrastar                                            |
|  |                                                        |
|  | \| \| Sydhakar \| \| \| \| \| \| PASSERIDA \| \| \| \| |
|  |                                                        |
|  | Sydhakar                                               |
|  |                                                        |
|  | PASSERIDA                                              |
|  |                                                        |

|  | Sydhakar  |
|  |           |
|  | PASSERIDA |
|  |           |

|  | Kråktrastar                                            |
|  |                                                        |
|  | \| \| Sydhakar \| \| \| \| \| \| PASSERIDA \| \| \| \| |
|  |                                                        |
|  | Sydhakar                                               |
|  |                                                        |
|  | PASSERIDA                                              |
|  |                                                        |

|  | Sydhakar  |
|  |           |
|  | PASSERIDA |
|  |           |

|  | Kråktrastar                                            |
|  |                                                        |
|  | \| \| Sydhakar \| \| \| \| \| \| PASSERIDA \| \| \| \| |
|  |                                                        |
|  | Sydhakar                                               |
|  |                                                        |
|  | PASSERIDA                                              |
|  |                                                        |

|  | Sydhakar  |
|  |           |
|  | PASSERIDA |
|  |           |

|  | Gamla Världens subosciner |
|  |                           |
|  | NYA VÄRLDENS SUBOSCINER   |
|  |                           |

|  | Kråktrastar                                            |
|  |                                                        |
|  | \| \| Sydhakar \| \| \| \| \| \| PASSERIDA \| \| \| \| |
|  |                                                        |
|  | Sydhakar                                               |
|  |                                                        |
|  | PASSERIDA                                              |
|  |                                                        |

|  | Sydhakar  |
|  |           |
|  | PASSERIDA |
|  |           |

|  | Kråktrastar                                            |
|  |                                                        |
|  | \| \| Sydhakar \| \| \| \| \| \| PASSERIDA \| \| \| \| |
|  |                                                        |
|  | Sydhakar                                               |
|  |                                                        |
|  | PASSERIDA                                              |
|  |                                                        |

|  | Sydhakar  |
|  |           |
|  | PASSERIDA |
|  |           |

|  | Kråktrastar                                            |
|  |                                                        |
|  | \| \| Sydhakar \| \| \| \| \| \| PASSERIDA \| \| \| \| |
|  |                                                        |
|  | Sydhakar                                               |
|  |                                                        |
|  | PASSERIDA                                              |
|  |                                                        |

|  | Sydhakar  |
|  |           |
|  | PASSERIDA |
|  |           |

|  | Kråktrastar                                            |
|  |                                                        |
|  | \| \| Sydhakar \| \| \| \| \| \| PASSERIDA \| \| \| \| |
|  |                                                        |
|  | Sydhakar                                               |
|  |                                                        |
|  | PASSERIDA                                              |
|  |                                                        |

|  | Sydhakar  |
|  |           |
|  | PASSERIDA |
|  |           |

|  | Kråktrastar                                            |
|  |                                                        |
|  | \| \| Sydhakar \| \| \| \| \| \| PASSERIDA \| \| \| \| |
|  |                                                        |
|  | Sydhakar                                               |
|  |                                                        |
|  | PASSERIDA                                              |
|  |                                                        |

|  | Sydhakar  |
|  |           |
|  | PASSERIDA |
|  |           |

|  | Kråktrastar                                            |
|  |                                                        |
|  | \| \| Sydhakar \| \| \| \| \| \| PASSERIDA \| \| \| \| |
|  |                                                        |
|  | Sydhakar                                               |
|  |                                                        |
|  | PASSERIDA                                              |
|  |                                                        |

|  | Sydhakar  |
|  |           |
|  | PASSERIDA |
|  |           |

|  | Kråktrastar                                            |
|  |                                                        |
|  | \| \| Sydhakar \| \| \| \| \| \| PASSERIDA \| \| \| \| |
|  |                                                        |
|  | Sydhakar                                               |
|  |                                                        |
|  | PASSERIDA                                              |
|  |                                                        |

|  | Sydhakar  |
|  |           |
|  | PASSERIDA |
|  |           |

|  | Kråktrastar                                            |
|  |                                                        |
|  | \| \| Sydhakar \| \| \| \| \| \| PASSERIDA \| \| \| \| |
|  |                                                        |
|  | Sydhakar                                               |
|  |                                                        |
|  | PASSERIDA                                              |
|  |                                                        |

|  | Sydhakar  |
|  |           |
|  | PASSERIDA |
|  |           |

Följande statistik visar oscinernas och särskilt passeridernas totala dominans: Av 9702 fågelarter är 5739 tättingar (Passeriformes) och av dessa är 4580 osciner (underordningen Passeri), d.v.s. oscinerna är 47% av alla fågelarter. Passerida har 3473 av totalt 5739 tättingarter, alltså ca 60 procent av tättingarna eller 36% av alla fåglar. Corvoidea (familjen Petroicidae med 44 arter ej medräknad) har 752 arter. Nya Världens subosciner (infraordningen Tyrannides) har 1105 arter.

## Familjer inom ordningen
Hur ordningen tättingar ska indelas är omdiskuterat och det pågår mycket forskning kring ämnet. Den här presenterade indelningen följer Ericson m.fl 2003 med tillägg.

### Ordning Tättingar (Passeriformes)

#### UnderordningAcanthisitti
- Klippsmygar (Acanthisittidae)

#### UnderordningEupasseres

##### UnderordningTyranni(subosciner)
- Infraordning Eurylaimides
  - Sapayoer (Sapayoidae)
  - Asiter (Philepittidae)
  - Praktbrednäbbar (Eurylaimidae)
  - Grönbrednäbbar (Calyptomenidae)
  - Juveltrastar (Pittidae)
- Infraordning Tyrannides
  - Parvordning Tyrannida
    - Manakiner (Pipridae)
    - Kotingor (Cotingidae)
    - Tityror (Tityridae), inklusive "vassnäbbar" (Oxyruncidae) och "krontyranner" (Onychorhynchidae)
    - Tyranner (Tyrannidae), inklusive "pipriter" (Pipritidae), "vasstyranner" (Tachurididae), "spadnäbbar" (Platyrinchidae) och "todityranner" (Pipromorphidae)

  - Parvordning Furnariida
    - Månbröst (Melanopareiidae)
    - Knottfåglar (Conopophagidae)
    - Myrfåglar (Thamnophilidae)
    - Myrpittor (Grallariidae)
    - Tapakuler (Rhinocryptidae)
    - Myrtrastar (Formicariidae)
    - Ugnfåglar (Furnariidae), inklusive trädklättrare (Dendrocolaptidae) och "lövkastare" (Scleruridae)

##### UnderordningPasseri(osciner)
- Parvordning Menurida
  - Lyrfåglar (Menuridae)
  - Snårfåglar (Atrichornithidae)
- Parvordning Climacterida
  - Eukalyptuskrypare (Climacteridae)
  - Lövsalsfåglar (Ptilonorhynchidae)
- Parvordning Meliphagida
  - Blåsmygar (Maluridae)
  - Borstsmygar (Dasyornithidae)
  - Pardaloter (Pardalotidae)
  - Taggnäbbar (Acanthizidae)
  - Honungsfåglar (Meliphagidae)
- Parvordning Orthonychida
  - Marksmygar (Orthonychidae)
  - Bågnäbbar (Pomatostomidae)
- Parvordning Corvida
  - Överfamilj Cinclosomatoidea
    - Vakteltrastar (Cinclosomatidae)

  - Överfamilj Campephagoidea
    - Gråfåglar (Campephagidae)

  - Överfamilj Neosittoidea
    - Sittellor (Neosittidae)

  - Överfamilj Mohouoidea
    - Mohuor (Mohouidae)

  - Överfamilj Orioloidea
    - Plognäbbar (Eulacestomatidae)
    - Snärtfåglar (Psophodidae)
    - Klockfåglar (Oreoicidae)
    - Falknäbbar (Falcunculidae)
    - Bärfåglar (Paramythiidae)
    - Vireor (Vireonidae)
    - Visslare (Pachycephalidae)
    - Gyllingar (Oriolidae)

  - Överfamilj Malaconotoidea
    - Båtnäbbar (Machaerirhynchidae)
    - Svalstarar (Artamidae)
    - Bärätare (Rhagologidae)
    - Ioror (Aegithinidae)
    - Borstskrikor (Pityriaseidae)
    - Busktörnskator (Malaconotidae)
    - Flikögon (Platysteiridae)
    - Vangor (Vangidae)

  - Överfamilj Corvoidea
    - Drongor (Dicruridae)
    - Solfjäderstjärtar (Rhipiduridae), inklusive "silkesstjärtar" (Lamproliidae)
    - Ifriter (Ifritidae)
    - Svartpittor (Melampittidae)
    - Murarkråkor (Corcoracidae)
    - Paradisfåglar (Paradisaedidae)
    - Monarker (Monarchidae)
    - Törnskator (Laniidae)
    - Kråkfåglar (Corvidae), inklusive "tofsskrikor" (Platylophidae)
- Parvordning Passerida
  - Överfamilj Melanocharitoidea
    - Bärpickare (Melanocharitidae)

  - Överfamilj Cnemophiloidea
    - Satängfåglar (Cnemophilidae)

  - Överfamilj Callaeoidea
    - Hihier (Notiomystidae)
    - Vårtkråkor (Callaeidae)
    - Sydhakar (Petroicidae)

  - Överfamilj Picathartoidea
    - Kråktrastar (Picathartidae)
    - Ralltrastar (Eupitidae)
    - Klipphoppare (Chaetopidae)

  - ”Core” Passerida
    - Överfamilj Paroidea
      - Feflugsnappare (Stenostiridae)
      - Hyliotor (Hyliotidae)
      - Pungmesar (Remizidae)

    - Överfamilj Sylvioidea
      - Nikatorer (Nicatoridae)
      - Skäggmesar (Panuridae)
      - Lärkor (Alaudidae)
      - Afrikanska sångare (Macrosphenidae)
      - Kupvingar (Pnoepygidae)
      - Rörsångare (Acrocephalidae)
      - Donakobier (Donacobiidae)
      - Madagaskarsångare (Bernieridae)
      - Gräsfåglar (Megaluridae)
      - Cistikolor (Cisticolidae)
      - Svalor (Hirundinidae)
      - Bulbyler (Pycnonotidae)
      - Stjärtmesar (Aegithalidae)
      - Spretstjärtar (Erythrocercidae) – denna och följande två behandlas ofta som en och samma familj, Scotocercidae
      - Snårsångare (Scotocercidae)
      - Cettior (Cettiidae)
      - Lövsångare (Phylloscopidae)
      - Sylvior (Sylviidae)
      - Glasögonfåglar (Zosteropidae)
      - Timalior (Timaliidae)
      - Marktimalior (Pellorneidae)
      - Alkippor (Alcippeidae)
      - Fnittertrastar (Leiothrichidae)

    - Överfamilj Reguloidea
      - Kungsfåglar (Regulidae)

    - Överfamilj Bombycilloidea
      - Pärlsmygar (Elachuridae)
      - Ooer (Mohoidae) – nyligen utdöd
      - Silkesflugsnappare (Ptilogonatidae)
      - Palmtrastar (Dulidae)
      - Hylocitreor (Hylocitreidae)
      - Hypokolier (Hypocoliidae)
      - Sidensvansar (Bombycillidae)

    - Överfamilj Certhioidea
      - Nötväckor (Sittidae)
      - Murkrypare (Tichodromidae)
      - Trädkrypare (Certhiidae)
      - Myggsnappare (Polioptilidae)
      - Gärdsmygar (Troglodytidae)

    - Överfamilj Muscicapoidea
      - Oxhackare (Buphagidae)
      - Härmtrastar (Mimidae)
      - Starar (Sturnidae)
      - Strömstarar (Cinclidae)
      - Trastar (Turdidae)
      - Flugsnappare (Muscicapidae)

    - Överfamilj Passeroidea
      - Sockerfåglar (Promeropidae)
      - Fläckhakar (Modulatricidae)
      - Blomsterpickare (Dicaeidae)
      - Solfåglar (Nectariniidae)
      - Blåfåglar (Irenidae)
      - Bladfåglar (Chloropseidae)
      - Tallsmygar (Peucedramidae)
      - Järnsparvar (Prunellidae)
      - Rosenstjärtar (Urocynchramidae)
      - Vävare (Ploceidae)
      - Änkor (Viduidae)
      - Astrilder (Estrildidae)
      - Sparvfinkar (Passeridae)
      - Ärlor (Motacillidae)
      - Finkar (Fringillidae)
      - Sporrsparvar (Calcariidae)
      - Keor (Rhodinocichlidae)
      - Fältsparvar (Emberizidae)
      - Amerikanska sparvar (Passerellidae)
      - Snårtangaror (Calyptophilidae)
      - Sångtangaror (Phaenicophilidae)
      - Puertoricotangaror (Nesospingidae)
      - Spindalior (Spindalidae)
      - Zeledonior (Zeledoniidae)
      - Kubasångare (Teretistridae)
      - Ikterior (Icteriidae)
      - Trupialer (Icteridae)
      - Skogssångare (Parulidae)
      - Falsktangaror (Mitrospingidae)
      - Kardinaler (Cardinalidae)
      - Tangaror (Thraupidae)